# ルディ・ポジェグ・ヴァンツァシュ
ルディ・ポジェグ・ヴァンツァシュ（Rudi Požeg Vancaš 、1994年3月15日 - ）は、スロベニア・ノヴォ・メスト出身のプロサッカー選手。ウクライナ・プレミアリーグ・FCチョルノモレツ・オデッサ所属。ポジションは、ミッドフィールダー。